# Каккамо
Каккамо (итал. Caccamo) — коммуна в Италии, располагается в регионе Сицилия, подчиняется административному центру Палермо.
Население составляет 8110 человек (на 2018), плотность населения составляет 43.09 чел./км². Занимает площадь 188, 23 км². Почтовый индекс — 90012. Телефонный код — 091.
Покровителями коммуны почитаются святой великомученик Георгий, празднование 23 апреля, и мученик Никасий (Nicasio).